# Familia Kapoor

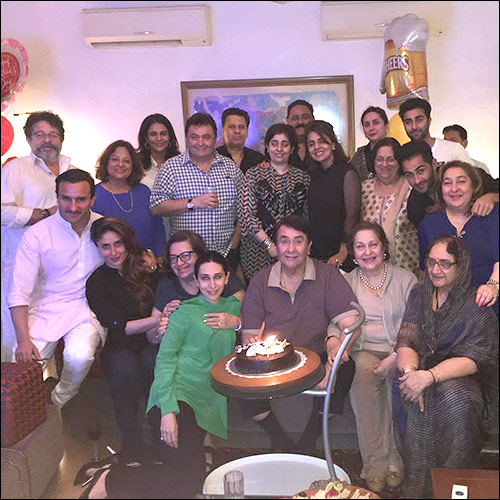
La familia en 2017.

La familia Kapoor (Hindi: कपूर ख़ानदान, urdu: کپُور خاندان Kapoor Khāndān) es una destacada familia india del mundo del espectáculo con al menos 4 generaciones de la familia durante 94 años activas en Bollywood. Numerosos miembros de la familia, tanto biológicos como aquellos que se han casado con miembros de la familia, han tenido carreras prolíficas como actores, directores de cine y productores. El fundador «El Pionero» de la dinastía fue «El Patriarca», Prithviraj Kapoor, quien fue el primer miembro de la familia en comenzar a actuar en películas con su primera película de 1928, Do Dhari Talwar. Fue un pionero del teatro indio y miembro fundador de la Asociación India de Teatro Popular. Su hijo Raj Kapoor fue el actor y director más influyente del cine hindi. La generación génesis o la primera generación lineal del árbol genealógico de la familia Kapoor que alguna vez actuó en las películas fue el padre de Prithviraj Kapoor, Basheshwarnath Kapoor, quien debutó como actor en la película de 1951 Awaara, que fue producida, dirigida y protagonizada por su nieto Raj Kapoor.

## Árbol genealógico
|  |  |                            |                   |                   |                   |                   |                   |  |  |                  |                  |                  |                  |                  |                  |  |  |                |                |                |                |                |                |  |  |                 |                 |                 |                 |                 |                 |                    |                    |                    |                    |                    |                    |              |              |               |               |                       |                       |                       |                       |                       |                       |  |  |                 |                 |                 |                 |                 |                 |  |  |               |               |               |               |               |               |  |  |              |              |              |              |              |              |  |  |              |              |              |              |              |              |  |  |  |  |
|  |  | Dewan Basheswarnath Kapoor |                   |                   |                   |                   |                   |  |  |                  |                  |                  |                  |                  |                  |  |  |                |                |                |                |                |                |  |  |                 |                 |                 |                 |                 |                 |                    |                    |                    |                    |                    |                    |              |              |               |               |                       |                       |                       |                       |                       |                       |  |  |                 |                 |                 |                 |                 |                 |  |  |               |               |               |               |               |               |  |  |              |              |              |              |              |              |  |  |              |              |              |              |              |              |  |  |  |  |
|  |  |                            |                   |                   |                   |                   |                   |  |  |                  |                  |                  |                  |                  |                  |  |  |                |                |                |                |                |                |  |  |                 |                 |                 |                 |                 |                 |                    |                    |                    |                    |                    |                    |              |              |               |               |                       |                       |                       |                       |                       |                       |  |  |                 |                 |                 |                 |                 |                 |  |  |               |               |               |               |               |               |  |  |              |              |              |              |              |              |  |  |              |              |              |              |              |              |  |  |  |  |
|  |  |                            |                   |                   |                   |                   |                   |  |  |                  |                  |                  |                  |                  |                  |  |  |                |                |                |                |                |                |  |  |                 |                 |                 |                 |                 |                 |                    |                    |                    |                    |                    |                    |              |              |               |               |                       |                       |                       |                       |                       |                       |  |  |                 |                 |                 |                 |                 |                 |  |  |               |               |               |               |               |               |  |  |              |              |              |              |              |              |  |  |              |              |              |              |              |              |  |  |  |  |
|  |  | Prithviraj Kapoor          | Prithviraj Kapoor | Prithviraj Kapoor | Prithviraj Kapoor | Prithviraj Kapoor | Prithviraj Kapoor |  |  | Ramsarni Mehra   | Ramsarni Mehra   | Ramsarni Mehra   | Ramsarni Mehra   | Ramsarni Mehra   | Ramsarni Mehra   |  |  | Trilok Kapoor  | Trilok Kapoor  | Trilok Kapoor  | Trilok Kapoor  | Trilok Kapoor  | Trilok Kapoor  |  |  |                 |                 |                 |                 |                 |                 |                    |                    |                    |                    |                    |                    |              |              |               |               |                       |                       |                       |                       |                       |                       |  |  |                 |                 |                 |                 |                 |                 |  |  |               |               |               |               |               |               |  |  |              |              |              |              |              |              |  |  |              |              |              |              |              |              |  |  |  |  |
|  |  | Prithviraj Kapoor          | Prithviraj Kapoor | Prithviraj Kapoor | Prithviraj Kapoor | Prithviraj Kapoor | Prithviraj Kapoor |  |  | Ramsarni Mehra   | Ramsarni Mehra   | Ramsarni Mehra   | Ramsarni Mehra   | Ramsarni Mehra   | Ramsarni Mehra   |  |  | Trilok Kapoor  | Trilok Kapoor  | Trilok Kapoor  | Trilok Kapoor  | Trilok Kapoor  | Trilok Kapoor  |  |  |                 |                 |                 |                 |                 |                 |                    |                    |                    |                    |                    |                    |              |              |               |               |                       |                       |                       |                       |                       |                       |  |  |                 |                 |                 |                 |                 |                 |  |  |               |               |               |               |               |               |  |  |              |              |              |              |              |              |  |  |              |              |              |              |              |              |  |  |  |  |
|  |  |                            |                   |                   |                   |                   |                   |  |  |                  |                  |                  |                  |                  |                  |  |  |                |                |                |                |                |                |  |  |                 |                 |                 |                 |                 |                 |                    |                    |                    |                    |                    |                    |              |              |               |               |                       |                       |                       |                       |                       |                       |  |  |                 |                 |                 |                 |                 |                 |  |  |               |               |               |               |               |               |  |  |              |              |              |              |              |              |  |  |              |              |              |              |              |              |  |  |  |  |
|  |  |                            |                   |                   |                   |                   |                   |  |  |                  |                  |                  |                  |                  |                  |  |  |                |                |                |                |                |                |  |  |                 |                 |                 |                 |                 |                 |                    |                    |                    |                    |                    |                    |              |              |               |               |                       |                       |                       |                       |                       |                       |  |  |                 |                 |                 |                 |                 |                 |  |  |               |               |               |               |               |               |  |  |              |              |              |              |              |              |  |  |              |              |              |              |              |              |  |  |  |  |
|  |  | Raj Kapoor                 | Raj Kapoor        | Raj Kapoor        | Raj Kapoor        | Raj Kapoor        | Raj Kapoor        |  |  | Krishna Malhotra | Krishna Malhotra | Krishna Malhotra | Krishna Malhotra | Krishna Malhotra | Krishna Malhotra |  |  | Shashi Kapoor  | Shashi Kapoor  | Shashi Kapoor  | Shashi Kapoor  | Shashi Kapoor  | Shashi Kapoor  |  |  | Jennifer Kendal | Jennifer Kendal | Jennifer Kendal | Jennifer Kendal | Jennifer Kendal | Jennifer Kendal |                    |                    | Geeta Bali         | Geeta Bali         | Geeta Bali         | Geeta Bali         | Geeta Bali   | Geeta Bali   |               |               | Shammi Kapoor         | Shammi Kapoor         | Shammi Kapoor         | Shammi Kapoor         | Shammi Kapoor         | Shammi Kapoor         |  |  | Neila Devi      | Neila Devi      | Neila Devi      | Neila Devi      | Neila Devi      | Neila Devi      |  |  | Urmila Sial   | Urmila Sial   | Urmila Sial   | Urmila Sial   | Urmila Sial   | Urmila Sial   |  |  | Nandi Kapoor | Nandi Kapoor | Nandi Kapoor | Nandi Kapoor | Nandi Kapoor | Nandi Kapoor |  |  | Devi Kapoor  | Devi Kapoor  | Devi Kapoor  | Devi Kapoor  | Devi Kapoor  | Devi Kapoor  |  |  |  |  |
|  |  | Raj Kapoor                 | Raj Kapoor        | Raj Kapoor        | Raj Kapoor        | Raj Kapoor        | Raj Kapoor        |  |  | Krishna Malhotra | Krishna Malhotra | Krishna Malhotra | Krishna Malhotra | Krishna Malhotra | Krishna Malhotra |  |  | Shashi Kapoor  | Shashi Kapoor  | Shashi Kapoor  | Shashi Kapoor  | Shashi Kapoor  | Shashi Kapoor  |  |  | Jennifer Kendal | Jennifer Kendal | Jennifer Kendal | Jennifer Kendal | Jennifer Kendal | Jennifer Kendal |                    |                    | Geeta Bali         | Geeta Bali         | Geeta Bali         | Geeta Bali         | Geeta Bali   | Geeta Bali   |               |               | Shammi Kapoor         | Shammi Kapoor         | Shammi Kapoor         | Shammi Kapoor         | Shammi Kapoor         | Shammi Kapoor         |  |  | Neila Devi      | Neila Devi      | Neila Devi      | Neila Devi      | Neila Devi      | Neila Devi      |  |  | Urmila Sial   | Urmila Sial   | Urmila Sial   | Urmila Sial   | Urmila Sial   | Urmila Sial   |  |  | Nandi Kapoor | Nandi Kapoor | Nandi Kapoor | Nandi Kapoor | Nandi Kapoor | Nandi Kapoor |  |  | Devi Kapoor  | Devi Kapoor  | Devi Kapoor  | Devi Kapoor  | Devi Kapoor  | Devi Kapoor  |  |  |  |  |
|  |  |                            |                   |                   |                   |                   |                   |  |  |                  |                  |                  |                  |                  |                  |  |  |                |                |                |                |                |                |  |  |                 |                 |                 |                 |                 |                 |                    |                    |                    |                    |                    |                    |              |              |               |               |                       |                       |                       |                       |                       |                       |  |  |                 |                 |                 |                 |                 |                 |  |  |               |               |               |               |               |               |  |  |              |              |              |              |              |              |  |  |              |              |              |              |              |              |  |  |  |  |
|  |  |                            |                   |                   |                   |                   |                   |  |  |                  |                  |                  |                  |                  |                  |  |  |                |                |                |                |                |                |  |  |                 |                 |                 |                 |                 |                 |                    |                    |                    |                    |                    |                    |              |              |               |               |                       |                       |                       |                       |                       |                       |  |  |                 |                 |                 |                 |                 |                 |  |  |               |               |               |               |               |               |  |  |              |              |              |              |              |              |  |  |              |              |              |              |              |              |  |  |  |  |
|  |  | Randhir Kapoor             | Randhir Kapoor    | Randhir Kapoor    | Randhir Kapoor    | Randhir Kapoor    | Randhir Kapoor    |  |  | Babita           | Babita           | Babita           | Babita           | Babita           | Babita           |  |  |                |                |                |                |                |                |  |  | Ritu Nanda      | Ritu Nanda      | Ritu Nanda      | Ritu Nanda      | Ritu Nanda      | Ritu Nanda      |                    |                    | Rajan Nanda        | Rajan Nanda        | Rajan Nanda        | Rajan Nanda        | Rajan Nanda  | Rajan Nanda  |               |               |                       |                       |                       |                       |                       |                       |  |  | Rishi Kapoor    | Rishi Kapoor    | Rishi Kapoor    | Rishi Kapoor    | Rishi Kapoor    | Rishi Kapoor    |  |  | Neetu Singh   | Neetu Singh   | Neetu Singh   | Neetu Singh   | Neetu Singh   | Neetu Singh   |  |  | Reema Jain   | Reema Jain   | Reema Jain   | Reema Jain   | Reema Jain   | Reema Jain   |  |  | Rajiv Kapoor | Rajiv Kapoor | Rajiv Kapoor | Rajiv Kapoor | Rajiv Kapoor | Rajiv Kapoor |  |  |  |  |
|  |  | Randhir Kapoor             | Randhir Kapoor    | Randhir Kapoor    | Randhir Kapoor    | Randhir Kapoor    | Randhir Kapoor    |  |  | Babita           | Babita           | Babita           | Babita           | Babita           | Babita           |  |  |                |                |                |                |                |                |  |  | Ritu Nanda      | Ritu Nanda      | Ritu Nanda      | Ritu Nanda      | Ritu Nanda      | Ritu Nanda      |                    |                    | Rajan Nanda        | Rajan Nanda        | Rajan Nanda        | Rajan Nanda        | Rajan Nanda  | Rajan Nanda  |               |               |                       |                       |                       |                       |                       |                       |  |  | Rishi Kapoor    | Rishi Kapoor    | Rishi Kapoor    | Rishi Kapoor    | Rishi Kapoor    | Rishi Kapoor    |  |  | Neetu Singh   | Neetu Singh   | Neetu Singh   | Neetu Singh   | Neetu Singh   | Neetu Singh   |  |  | Reema Jain   | Reema Jain   | Reema Jain   | Reema Jain   | Reema Jain   | Reema Jain   |  |  | Rajiv Kapoor | Rajiv Kapoor | Rajiv Kapoor | Rajiv Kapoor | Rajiv Kapoor | Rajiv Kapoor |  |  |  |  |
|  |  |                            |                   |                   |                   |                   |                   |  |  |                  |                  |                  |                  |                  |                  |  |  |                |                |                |                |                |                |  |  |                 |                 |                 |                 |                 |                 |                    |                    |                    |                    |                    |                    |              |              |               |               |                       |                       |                       |                       |                       |                       |  |  |                 |                 |                 |                 |                 |                 |  |  |               |               |               |               |               |               |  |  |              |              |              |              |              |              |  |  |              |              |              |              |              |              |  |  |  |  |
|  |  |                            |                   |                   |                   |                   |                   |  |  |                  |                  |                  |                  |                  |                  |  |  |                |                |                |                |                |                |  |  |                 |                 |                 |                 |                 |                 |                    |                    |                    |                    |                    |                    |              |              |               |               |                       |                       |                       |                       |                       |                       |  |  |                 |                 |                 |                 |                 |                 |  |  |               |               |               |               |               |               |  |  |              |              |              |              |              |              |  |  |              |              |              |              |              |              |  |  |  |  |
|  |  | Karisma Kapoor             | Karisma Kapoor    | Karisma Kapoor    | Karisma Kapoor    | Karisma Kapoor    | Karisma Kapoor    |  |  | Sanjay Kapur     | Sanjay Kapur     | Sanjay Kapur     | Sanjay Kapur     | Sanjay Kapur     | Sanjay Kapur     |  |  | Kareena Kapoor | Kareena Kapoor | Kareena Kapoor | Kareena Kapoor | Kareena Kapoor | Kareena Kapoor |  |  | {{{ NN }}}      | {{{ NN }}}      | {{{ NN }}}      | {{{ NN }}}      | {{{ NN }}}      | {{{ NN }}}      |                    |                    | Nikhil Nanda       | Nikhil Nanda       | Nikhil Nanda       | Nikhil Nanda       | Nikhil Nanda | Nikhil Nanda |               |               | Shweta Bachchan-Nanda | Shweta Bachchan-Nanda | Shweta Bachchan-Nanda | Shweta Bachchan-Nanda | Shweta Bachchan-Nanda | Shweta Bachchan-Nanda |  |  | Riddhima Kapoor | Riddhima Kapoor | Riddhima Kapoor | Riddhima Kapoor | Riddhima Kapoor | Riddhima Kapoor |  |  | Ranbir Kapoor | Ranbir Kapoor | Ranbir Kapoor | Ranbir Kapoor | Ranbir Kapoor | Ranbir Kapoor |  |  | Aadar Jain   | Aadar Jain   | Aadar Jain   | Aadar Jain   | Aadar Jain   | Aadar Jain   |  |  | Armaan Jain  | Armaan Jain  | Armaan Jain  | Armaan Jain  | Armaan Jain  | Armaan Jain  |  |  |  |  |
|  |  | Karisma Kapoor             | Karisma Kapoor    | Karisma Kapoor    | Karisma Kapoor    | Karisma Kapoor    | Karisma Kapoor    |  |  | Sanjay Kapur     | Sanjay Kapur     | Sanjay Kapur     | Sanjay Kapur     | Sanjay Kapur     | Sanjay Kapur     |  |  | Kareena Kapoor | Kareena Kapoor | Kareena Kapoor | Kareena Kapoor | Kareena Kapoor | Kareena Kapoor |  |  | {{{ NN }}}      | {{{ NN }}}      | {{{ NN }}}      | {{{ NN }}}      | {{{ NN }}}      | {{{ NN }}}      |                    |                    | Nikhil Nanda       | Nikhil Nanda       | Nikhil Nanda       | Nikhil Nanda       | Nikhil Nanda | Nikhil Nanda |               |               | Shweta Bachchan-Nanda | Shweta Bachchan-Nanda | Shweta Bachchan-Nanda | Shweta Bachchan-Nanda | Shweta Bachchan-Nanda | Shweta Bachchan-Nanda |  |  | Riddhima Kapoor | Riddhima Kapoor | Riddhima Kapoor | Riddhima Kapoor | Riddhima Kapoor | Riddhima Kapoor |  |  | Ranbir Kapoor | Ranbir Kapoor | Ranbir Kapoor | Ranbir Kapoor | Ranbir Kapoor | Ranbir Kapoor |  |  | Aadar Jain   | Aadar Jain   | Aadar Jain   | Aadar Jain   | Aadar Jain   | Aadar Jain   |  |  | Armaan Jain  | Armaan Jain  | Armaan Jain  | Armaan Jain  | Armaan Jain  | Armaan Jain  |  |  |  |  |
|  |  |                            |                   |                   |                   |                   |                   |  |  |                  |                  |                  |                  |                  |                  |  |  |                |                |                |                |                |                |  |  |                 |                 |                 |                 |                 |                 |                    |                    |                    |                    |                    |                    |              |              |               |               |                       |                       |                       |                       |                       |                       |  |  |                 |                 |                 |                 |                 |                 |  |  |               |               |               |               |               |               |  |  |              |              |              |              |              |              |  |  |              |              |              |              |              |              |  |  |  |  |
|  |  |                            |                   |                   |                   |                   |                   |  |  |                  |                  |                  |                  |                  |                  |  |  |                |                |                |                |                |                |  |  |                 |                 |                 |                 |                 |                 |                    |                    |                    |                    |                    |                    |              |              |               |               |                       |                       |                       |                       |                       |                       |  |  |                 |                 |                 |                 |                 |                 |  |  |               |               |               |               |               |               |  |  |              |              |              |              |              |              |  |  |              |              |              |              |              |              |  |  |  |  |
|  |  | Samaira Kapur              | Samaira Kapur     | Samaira Kapur     | Samaira Kapur     | Samaira Kapur     | Samaira Kapur     |  |  | Kiaan Raj Kapur  | Kiaan Raj Kapur  | Kiaan Raj Kapur  | Kiaan Raj Kapur  | Kiaan Raj Kapur  | Kiaan Raj Kapur  |  |  |                |                |                |                |                |                |  |  |                 |                 |                 |                 |                 |                 | Navya Naveli Nanda | Navya Naveli Nanda | Navya Naveli Nanda | Navya Naveli Nanda | Navya Naveli Nanda | Navya Naveli Nanda |              |              | Agastye Nanda | Agastye Nanda | Agastye Nanda         | Agastye Nanda         | Agastye Nanda         | Agastye Nanda         |                       |                       |  |  |                 |                 |                 |                 |                 |                 |  |  |               |               |               |               |               |               |  |  |              |              |              |              |              |              |  |  |              |              |              |              |              |              |  |  |  |  |

## Los miembros de la familia

### Primera generación
- Dewan Basheswarnath Kapoor - policía retirado y hijo de Dewan Keshavmal Kapoor

### Segunda generación
- Prithviraj Kapoor - hijo mayor de Dewan Basheswarnath Kapoor; casado con Ramsarni Mehra
- Trilok Kapoor - segundo hijo de Dewan Basheswarnath Kapoor

### Tercera generación
- Raj Kapoor - hijo mayor de Prithviraj; casado con Krishna Malhotra
- Shammi Kapoor- segundo hijo de Prithviraj; casado con Geeta Bali (primera esposa) and Neila Devi (segunda esposa)
- Shashi Kapoor - tercerao hijo de Prithviraj; casado con Jennifer Kendal
- Urmila Sial - hija de Prithviraj

### Cuarta generación
- Randhir Kapoor -  hijo mayor de Raj Kapoor; casado con Babita
- Rishi Kapoor - segundo hijo de Raj Kapoor; casado con Neetu Singh
- Rajiv Kapoor (Chimpu) - tercero hijo de Raj Kapoor
- Ritu Nanda - hija mayor de Raj Kapoor; casado con Rajan Nanda
- Rima Kapoor Jain - segunda hija de Raj Kapoor; casada con Manoj Jain
- Kanchan Desai - hija de Shammi Kapoor; casada con Ketan Desai, hijo de Manmohan Desai
- Aditya Raj Kapoor - hijo de Shammi Kapoor; casado con Priti
- Kunal Kapoor - hijo mayor de Shashi Kapoor y Jennifer Kendal, casado con Sheena Sippy, hija del director del cine Ramesh Sippy
- Karan Kapoor - segundo hijo de Shashi Kapoor y Jennifer Kendal
- Sanjana Kapoor - hija de Shashi Kapoor y Jennifer Kendal; casada con Valmik Thapar
- Namita Kapur - hija de Urmila Sial, casada con Vicky Kapur
- Anuradha Kheta - hija de Urmila Sial
- Priti Grover - hija de Urmila Sial, casado con Sandeep Grover
- Jatin Sial - hijo de Urmila Sial, casado con  Kavita Sharma

### Quinta generación
- Karisma Kapoor - hija mayor de Randhir Kapoor y Babita; casada con Sanjay Kapur
- Kareena Kapoor - segunda hija de Randhir Kapoor y Babita; casada con Saif Ali Khan
- Ranbir Kapoor - hijo de Rishi Kapoor y Neetu Singh
- Armaan Jain - hijo mayor de Rima y Manoj Jain
- Aadar Jain - segundi hijo de Rima y Manoj Jain
- Riddhima Sahni Kapoor - hija de Rishi Kapoor y Neetu Singh; casada con Bharat Sahni
- Nitasha Nanda - hija de Ritu Nanda y Rajan Nanda
- Nikhil Nanda - hijo de Ritu Nanda y Rajan Nanda; casado con Shweta Bachchan-Nanda, hija de Amitabh Bachchan y Jaya Bachchan
- Pooja Desai - hija mayor de Kanchan y Ketan Desai
- Rajrajeshwari Desai - segunda hija de Kanchan y Ketan Desai
- Vishwapratapraj Kapoor - hijo de Aditya Raj Kapoor y Priti Kapoor
- Tulsi Kapoor - hija de Aditya Raj Kapoor y Priti Kapoor
- Zahan Prithviraj Kapoor  - hijo de Kunal Kapoor y Sheena Sippy
- Shaira Laura Kapoor - hija de Kunal Kapoor y Sheena Sippy
- Hameer - hijo de Sanjana Kapoor y Valmik Thapar
- Anisha Kapur - hija de Namita Kapur
- Vibha Kapur - hija de Namita Kapur
- Varun Kapur - hijo de Namita Kapur
- Nushka Kheta - hija de Anuradha Kheta
- Priyanka Kheta- hija de Anuradha Kheta
- Sukriti Grover - hija mayor de Priti Grover y Sandeep Grover
- Nainika Grover - hija menor de Priti Grover y Sandeep Grover
- Ammeya Sial - hija de Jatin Sial
- Myra Sial - hija de Jatin Sial